# Krapina-Zagorjes län
Krapina-Zagorjes län (kroatiska: Krapinsko-zagorska županija) är ett av Kroatiens 21 län. Dess huvudort är Krapina. Länet har 142 432 invånare (år 2001) och en yta på 1 224 km². 

## Administrativ indelning
Krapina-Zagorjes län är indelat i 7 städer och 25 kommuner.
- Städer:
  - Krapina
  - Donja Stubica
  - Klanjec
  - Oroslavje
  - Pregrada
  - Zabok
  - Zlatar

- Kommuner:
  - Bedekovčina
  - Budinšćina
  - Desinić
  - Đurmanec
  - Gornja Stubica
  - Hrašćina
  - Hum na Sutli
  - Jesenje
  - Kraljevec na Sutli
  - Krapinske Toplice
  - Konjšćina
  - Kumrovec
  - Marija Bistrica
  - Lobor
  - Mače
  - Mihovljan
  - Novi Golubovec
  - Petrovsko
  - Radoboj
  - Sveti Križ Začretje
  - Stubičke Toplice
  - Tuhelj
  - Veliko Trgovišće
  - Zagorska Sela
  - Zlatar Bistrica